# Dr. Mario

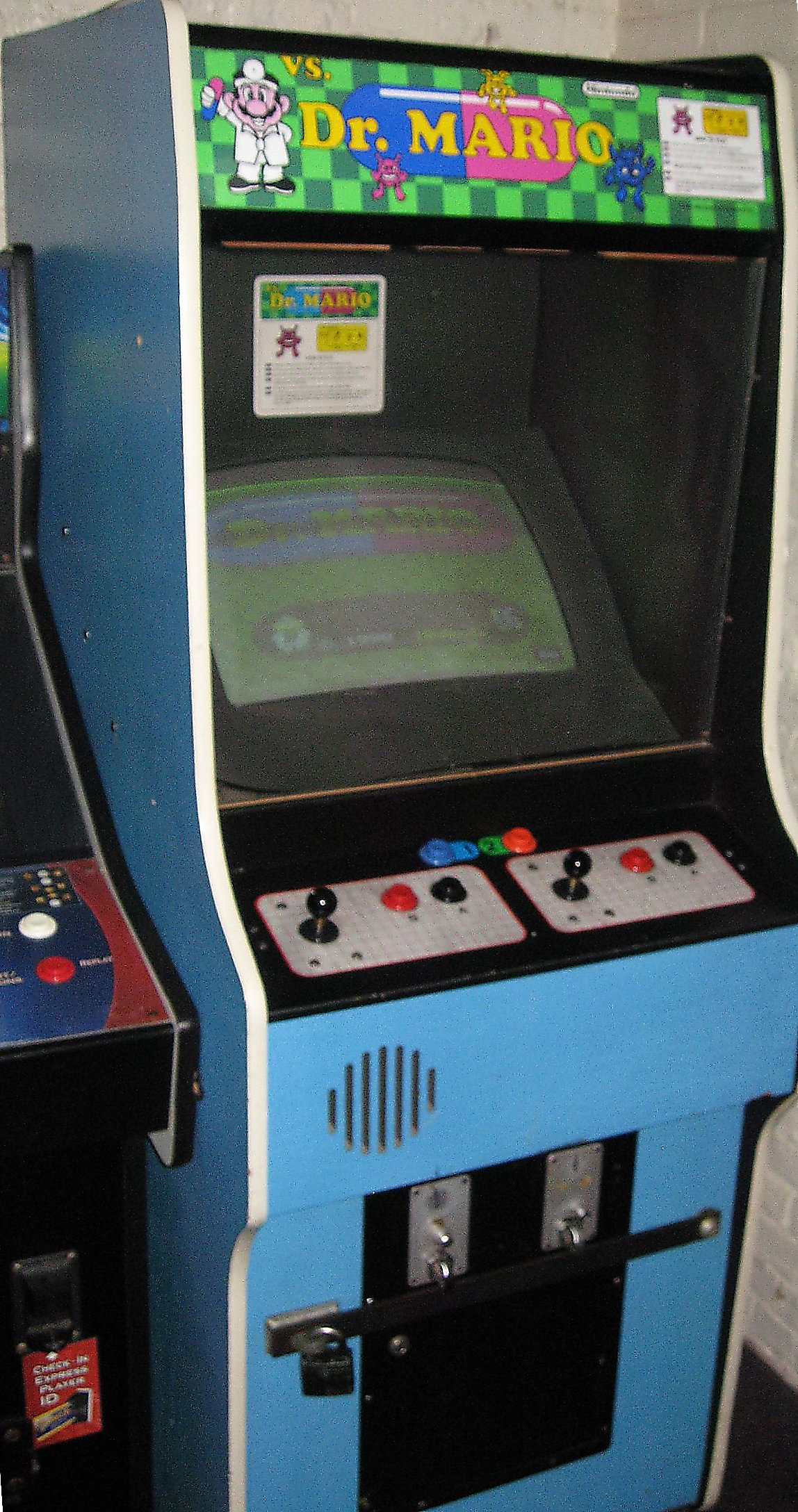
Vs. Dr. Mario op de Nintendo VS. System arcade

De Dr. Mario serie, is een serie van puzzelspellen gemaakt door Nintendo, met Dr. Mario in de hoofdrol. Het begon met de naam Dr. Mario op de NES. Het spel gaat meestal om het vernietigen van drie soorten virussen (rood, geel en blauw) door middel van pillen (megavitamines) van dezelfde kleur.
Ook is er met Dr. Luigi een Luigi vorm toegevoegd, waarvan ook een eigen spel werd ontwikkeld door Nintendo en Arika, namelijk Dr. Luigi.

## Spellen
De volgende spellen zijn verschenen van Dr. Mario:
- Dr. Mario (NES - 1990)
- Dr. Mario  (Game Boy - 1990)
- Tetris & Dr. Mario (SNES - 1994)
- Dr. Mario 64 (Nintendo 64 - 2001)
- Nintendo Puzzle Collection (GameCube) - 2003 (Alleen in Japan)
- Dr. Mario (Game Boy Advance) - 2004 (re-release van de NES-versie met minimale vernieuwingen)
- Dr. Mario & Puzzle League (Game Boy Advance - 2005)
- Dr. Kawashima's More Brain Training Germ Buster (bacteriën uitroeien) (Nintendo DS)
- Dr. Mario miracle cure (Nintendo 3DS - 2015)
- Dr. Mario World (Android, iOS - 2019)